# Pachamama

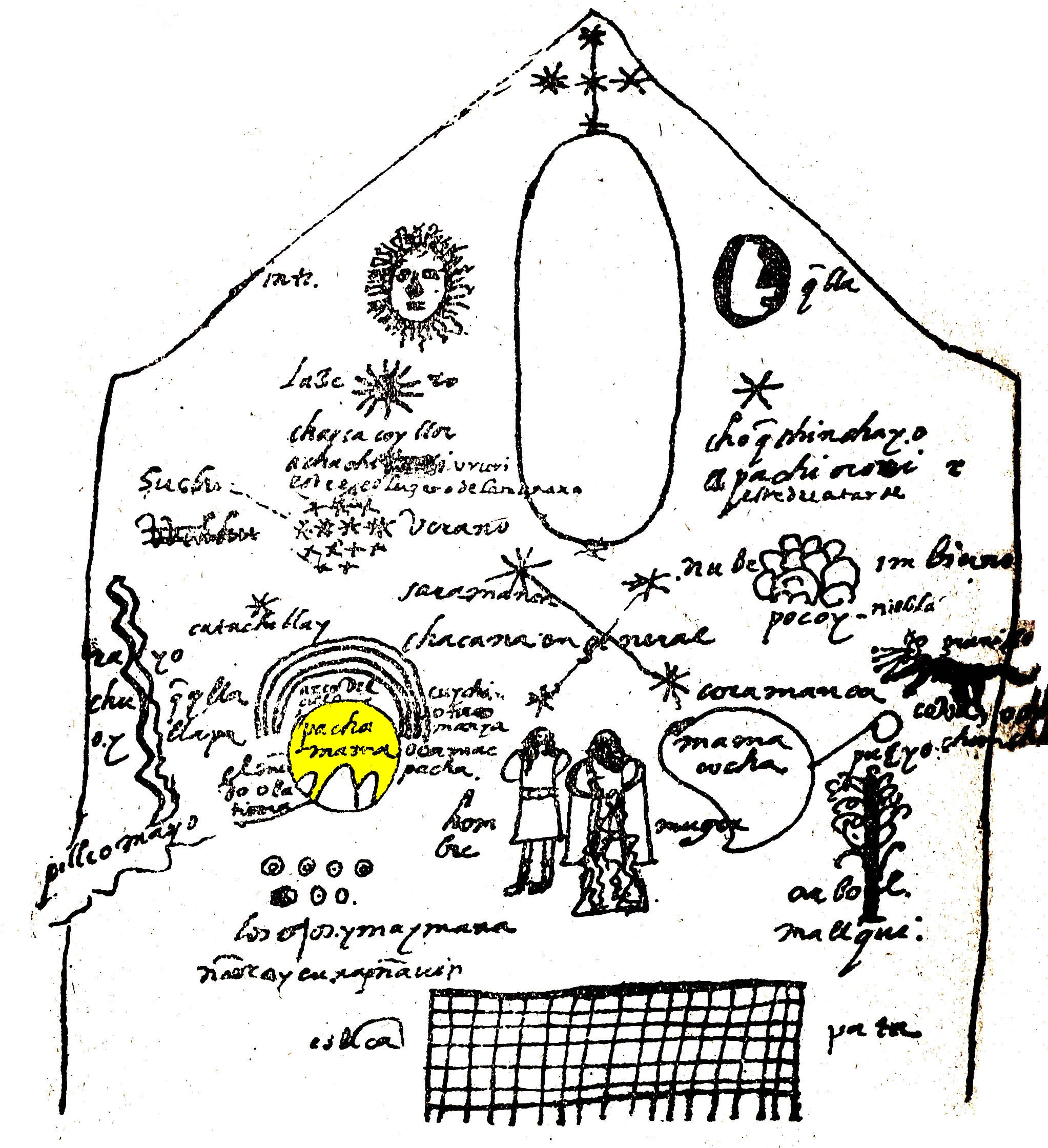
Representazione di Pachamama nella cosmologia secondo Juan de Santa Cruz Pachacuti Yamqui Salcamayhua (1613), sulla base di un'immagine nel Tempio del Sole Qurikancha a Cusco.

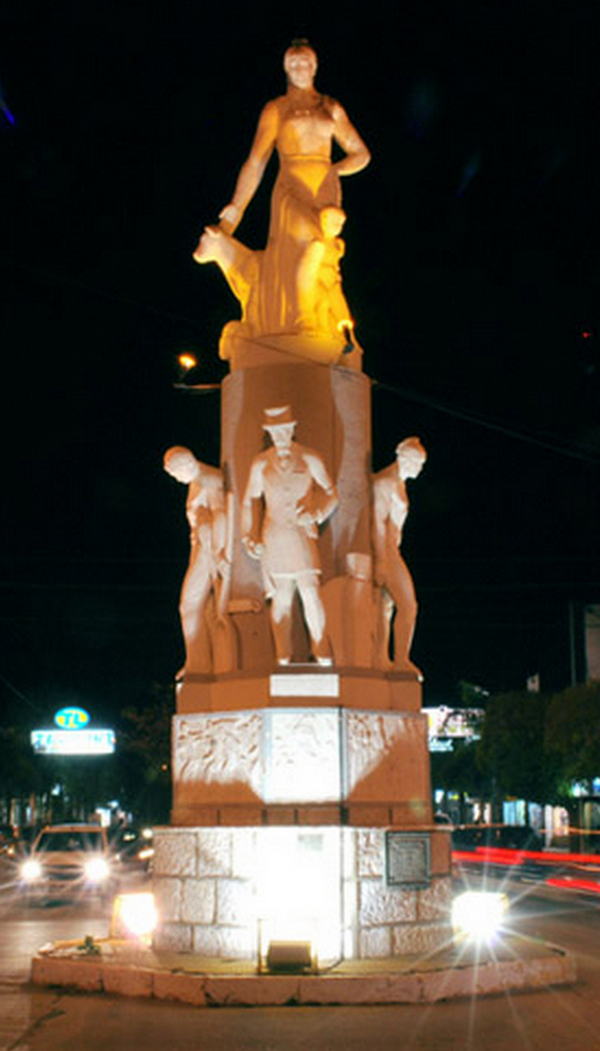
Statua di Pachamama in stile europeo a Morteros, Córdoba, Argentina.

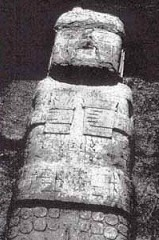
Idolo di Bennett rappresentante Pachamama, ritrovato in Bolivia nel giugno 1932.

Pachamama (anche Pacha Mama o Mama Pacha) significa in lingua quechua "Madre Terra". Si tratta di una divinità venerata dagli Inca e da altri popoli abitanti l'altipiano andino, quali gli Aymara e i Quechua. È la grande dea madre, dea della terra, dell'agricoltura e della fertilità.

## Il culto

### Motivazioni del culto
I motivi che spinsero a venerare Pachamama oltre a Inti (Dio Sole) sembra siano i seguenti:
- la mitologia incaica prevede una dualità: Inti, divinità maschile e alta, doveva avere una controparte femminile e bassa;
- il culto di Inti era in realtà riservato ad un'élite, mentre il culto di Pachamama era più legato al mondo rurale e, quindi, al popolo.

## Il ringraziamento
Nel mese di agosto le popolazioni andine, ancora oggi, praticano il culto del ringraziamento alla Pacha-mama, restituendo alla madre terra il nutrimento che essa fornisce loro. Viene scavato un fosso, un'enorme buca, dove tutti gli offerenti partecipanti al rito, ripongono degli alimenti: cibi e pietanze che vengono appositamente cucinate. Ognuno dei partecipanti versa nella buca una porzione di cibo ringraziando la madre terra. Infine, la buca viene completamente ricoperta e ogni partecipante vi depone sopra una pietra. Si forma dunque una vera e propria montagnola di sassi, denominata Apachete. Solitamente per questo rito si sceglie sempre il luogo più in alto per far sì che sia il più possibile vicino al Sole (Inti).
È usanza diffusa in tutta l'Argentina e in altri Paesi limitrofi celebrare il 1° di agosto con una cerimonia che consiste nel bere a digiuno 7 piccoli sorsi di carrulim o caña di ruta, con il fine di purificare il sangue e propiziare la fortuna, nell'ambito degli usi e conoscenze relazionate con la natura e l'universo.

### Ch'alla
Alla Pachamama vengono, a tutt'oggi, fatte offerte (ch'alla o challa) perché il terreno possa essere maggiormente fertile e per propiziare il raccolto.
L'offerta consiste nel sacrificio di un feto di lama spargendo il suo sangue nel terreno. Altre volte l'offerta alla Pachamama può consistere in alcune foglie di coca.

### Il sacerdote
Il culto era presieduto da un sacerdote, detto Amauta. Ai giorni nostri, nonostante il culto sia tuttora praticato, non esiste più questa figura e il termine Amauta è caduto in disuso.
Nel culto moderno della Pachamama l'Amauta è sostituito da un Paqo (saggio) colui che insegna e comunica la spiritualità alle nuove generazioni. L'eredità spirituale del Paqo avviene in tre modi:
- trasmissione orale da maestro a discepolo,
- trasmissione della conoscenza della medicina tradizionale
- il futuro Paqo (scelto grazie a fenomeni naturali) entra in contatto attraverso una fratellanza spirituale, chiamata Qhapaqkanga.

## Il mito
Pachacamac, dio del cielo, si unì a Pachamama e da questa unione nacquero due gemelli, un maschio e una femmina. Come in altri miti andini, il padre morì oppure, secondo altre leggende, sparì in mare o rimase prigioniero di un incantesimo in un'isola del litorale.
Pachamama rimase vedova e sola con i suoi figli. Sulla Terra regnava l'oscurità. In lontananza videro una luce che seguirono salendo montagne, attraversando lagune e combattendo contro mostri.
Infine arrivarono in una grotta conosciuta come Waconpahuin, abitata da un uomo chiamato Wakon. Questi aveva sul fuoco una patata e una pentola di pietra. Chiese ai due figli di Pachamama di andare a prendere l'acqua. I due tardarono e Wakon tentò di sedurre Pachamama. Vistosi rifiutato la uccise, divorò il suo corpo e mise i resti in una pentola.
I due gemelli tornarono e chiesero della madre. Wakon non raccontò nulla e disse loro che sarebbe tornata a momenti, ma i giorni passavano e la madre non tornava.
Huaychau, uccello che annunciava l'alba, ebbe compassione dei due gemelli e raccontò cosa successe alla loro madre mettendoli in guardia del pericolo che correvano rimanendo con Wakon. I bambini legarono i capelli di Wakon, che nel frattempo dormiva, ad una grossa pietra e scapparono in fretta e furia.
Incontrarono una volpe, Añas, che dopo aver chiesto loro perché scappavano e dove stessero andando, li nascose nella sua tana. Nel frattempo Wakon si liberò e si mise in cerca dei gemelli. Incontrò dapprima vari animali a cui chiese se avevano visto due gemelli, ma nessuno seppe aiutarlo. Incontrò, infine, Añas. Questa gli disse che i bambini erano in cima ad una montagna e che avrebbe potuto, una volta in cima, imitare la voce della madre in modo che i bambini uscissero allo scoperto.
Wakon si mise a correre affannosamente verso la cima e non si accorse della trappola che nel frattempo l'astuta volpe Añas gli aveva teso. Wakon cadde da un burrone e, morendo, causò un violento terremoto.
I gemelli rimasero con Añas, che li alimentava con il suo sangue. Nauseati, chiesero se potevano andare a raccogliere qualche patata. Trovarono un'oca (Oxalis Tuberosa, un tubero simile alla patata) assomigliante ad una bambola. Giocarono con essa, ma si ruppe un pezzo. I bambini smisero di giocare e si addormentarono.
Nel sonno la femmina sognò di lanciare il suo cappello in aria e che questo rimanesse sospeso senza ricadere. La stessa cosa accadeva, nel sogno, ai suoi vestiti. Una volta sveglia raccontò il sogno al fratello. Mentre i bambini si domandavano il significato del sogno, videro in cielo una corda lunghissima. Incuriositi si arrampicarono e salirono.
Alla cima della corda videro il loro padre, Pachacamac, impietosito per le loro disavventure. Riuniti al loro padre, vennero trasformati nel Sole (il maschio) e nella Luna (la femmina).
Per quello che riguarda Pachamama, essa rimase sempre in basso, assumendo la forma di un imponente nevaio chiamato, anche oggi, La Viuda (la vedova).

## In Vaticano
In occasione del Sinodo sull'Amazzonia, il 7 ottobre 2019, giorno della festa della Madonna del Rosario, la statua della Pachamama è stata portata in processione dalla Basilica di San Pietro all'aula del sinodo.
Nei Giardini Vaticani, papa Francesco si fece il segno della croce e benedisse la statua.
Il gesto destò molto scalpore negli ambienti cattolici e cento teologi sottoscrissero una dichiarazione che accusava il Sommo Pontefice di idolatria e sacrilegio. L'Osservatore Romano replicò alle accuse con un'intervista di mons. Felipe Arizmendi Esquivel il quale dichiarò che la Pacha Mama non è una dea per il popolo Inca e che dunque non vi era stata alcuna forma di idolatria.